# Андре Андерсон
Андре Андерсон Помилио Лима да Сильва Коста (итал. André Anderson Pomilio Lima da Silva Costa; род. 23 сентября 1999, Маракаи, Сан-Паулу), более известный как Андре Андерсон (порт. André Anderson) — итальянский футболист бразильского происхождения, полузащитник клуба «Лацио».

## Клубная карьера

### Ранняя карьера
Родился в Маракаи, но вырос в Педриньяс-Паулиста, оба в штате Сан-Паулу,. В 2009 году он присоединился к молодёжной команде клуба «Сантос». Изначально играя в молодёжных командах клуба по футзалу, Андре Андерсон перешел в футбол в 2010 году.
Являясь звездой молодежных составов клуба, Андре Андерсон подписал свой первый профессиональный контракт с клубом в ноябре 2015 года, который действовал до октября 2018 года. В июле того же года он отклонил предложение о продлении контракта.

### «Лацио»
14 августа 2018 года Андре Андерсон присоединился к итальянскому клубу «Лацио».

#### Аренда в «Салернитану»
17 августа 2018 года Андре Андерсон был отдан в аренду на сезон в «Салернитану» из Серия B. Он дебютировал на профессиональном уровне 4 ноября, заменив во втором тайме Антонио Палумбо в проигрышном гостевом матче против «Венеции» (0:1).
Свой первый гол на профессиональном уровне Андре Андерсон забил 18 января 2019 года, сравняв счет в победном выездном матче против «Палермо» (2:1). Вернувшись из аренды в июле 2019 года, он был включен в основной состав «Лацио» и дебютировал в Серии А 1 декабря, заменив Луиса Альберто в конце домашнего матча против «Удинезе», завершившегося победой со счетом 3:0.

#### Вторая аренда в «Салернитану»
5 октября 2020 года Андре Андерсон вернулся в «Салернитану» на правах аренды. Он забил пять голов за клуб в течение сезона, прежде чем вернулся в «Лацио» в июле 2021 года.

#### Аренда в «Сан-Паулу»
11 апреля 2022 года Андре Андерсон присоединился к «Сан-Паулу» на правах аренды до 30 июня 2023 года с возможностью выкупа. Он принял участие только в 12 матчах (ни в одном из них в сезоне 2023), прежде чем покинул клуб в июне 2023 года.

## Карьера за сборную
Несмотря на то, что Андре Андерсон родился в Бразилии, он имеет право выступать за сборную Италии из-за своего происхождения. 4 февраля 2019 года он был вызван в молодёжную сборную Италии.

## Клубная статистика
| Клуб                 | Сезон      | Лига       | Лига  | Лига | Кубок | Кубок | Континент | Континент | Другое | Другое | Итог  | Итог |
| Клуб                 | Сезон      | Дивизион   | Матчи | Голы | Матчи | Голы  | Матчи     | Голы      | Матчи  | Голы   | Матчи | Голы |
| -------------------- | ---------- | ---------- | ----- | ---- | ----- | ----- | --------- | --------- | ------ | ------ | ----- | ---- |
| Лацио                | 2018/19    | Серия A    | 0     | 0    | 0     | 0     | —         | —         | —      | —      | 0     | 0    |
| Лацио                | 2019/20    | Серия A    | 6     | 0    | 1     | 0     | 0         | 0         | 0      | 0      | 7     | 0    |
| Лацио                | 2020/21    | Серия A    | 0     | 0    | 0     | 0     | 0         | 0         | —      | —      | 0     | 0    |
| Лацио                | 2021/22    | Серия A    | 4     | 0    | 0     | 0     | 0         | 0         | —      | —      | 4     | 0    |
| Лацио                | 2023/24    | Серия A    | 0     | 0    | 0     | 0     | 0         | 0         | 0      | 0      | 0     | 0    |
| Лацио                | Итог       | Итог       | 10    | 0    | 1     | 0     | 0         | 0         | 0      | 0      | 11    | 0    |
| Салернитана (аренда) | 2018/19    | Серия B    | 18    | 2    | 0     | 0     | —         | —         | —      | —      | 18    | 2    |
| Салернитана (аренда) | 2020/21    | Серия B    | 28    | 5    | 0     | 0     | —         | —         | —      | —      | 28    | 5    |
| Сан-Паулу (аренда)   | 2022       | Серия A    | 10    | 0    | 2     | 0     | 0         | 0         | —      | —      | 12    | 0    |
| Общий итог           | Общий итог | Общий итог | 66    | 7    | 3     | 0     | 0         | 0         | 0      | 0      | 69    | 7    |

## Достижения

### «Лацио»
- Обладатель Суперкубка Италии: 2019